# 竹盛旅館
竹盛旅館（たけもりりょかん、Takemori inn）は沖縄県西表島の旅館。仲間川の側100mに位置する。

## 概要
1952年に、西表島で最初に開業した宿泊施設。沖縄県の八重山郡竹富町南風見仲西表島にある 小規模民宿である。
西表島で最初の民宿とされ、歴史が古い。
地元に詳しい経営者のため、撮影、取材の長期滞在や 自然関連の団体も数多く利用している。
仲間川ライブカメラも設置され、台風の状況などが配信されている。
経営者は地元の福祉、教育に携わっている竹盛洋一（竹盛旅館代表者、西表島エコツーリズム協会元会長、竹富町教育委員会長、琉球新報執筆中）、妻は竹盛由紀子（ヤマネコ文庫代表）。

## 旅館の設備
- 正式名称 竹盛旅館
- 経営者 竹盛洋一
- 階数 	2階
- 食堂 	1
- 部屋数 9室
- 駐車場 有
- 最寄港　沖縄県八重山郡竹富町　西表島東部　大原港
- 所在地 〒907-1433沖縄県八重山郡竹富町字南風見仲36-5

1952年（昭和27年）に初代が琉球政府の計画移民として、現在の場所に移住。集落でパイン栽培を開始したが、加工工場関係者が来訪しても宿泊場所がなく、勧められて旅館業を兼業することになった。当時はかやぶきの家を母屋として、後にトタンぶきを増築。現在は鉄筋コンクリート。